# Великий князь київський

Княжий знак-тризуб Великого князя Київського Володимира Святославича

Вели́кий князь київський — титул правителів Київської Русі, пізніше — аристократичний титул.
Великими князями називали носіїв верховної влади на східноєвропейських землях, зосереджених під управлінням династії Рюриковичів. В договорах із Візантією Олег, Ігор і Святослав носять цей титул.
В ХІ-ХІІІ ст. ранг великого князя, як правило, належав київським князям, з тим, що в досягненні його конкурували принципи старшинства в роді Рюриковичів та належність до місцевої династії Мономаховичів. Влада київського великого князя, поза межами самої Київської землі, мала здебільшого обмежений характер, відбиваючи тим самим загальний характер ранньофеодального суспільного комплексу Київської Руси. До реальних прав великого князя належали скликання княжих з'їздів, верховне командування під час військових походів, вплив на призначення єпископів тощо. Влада київського великого князя мала тенденцію до поступового звуження його привілеїв, що відповідало політичному ослабленню Київської землі. У XIII ст. титул великий князь вже не завжди пов'язувався з київським княжим столом, а в 2-й половині XIII ст. київські князі його зовсім втрачають. Титул великий князь переходить до галицько-волинських і суздальсько-володимирських північних князів, як претендентів на очолювання комплексу східнослов'янських земель, що тоді вже виразно розкладався на відрубні поміж собою частини.
З XIV—XV ст. цим титулом користувалися володарі Великого князівства Литовського та Великі князі Руські. Після Люблінської унії 1569 титул великий князь увійшов до польського королівського титулу.

## Список

### Легендарні князі київські
| Правитель        | Герб | Роки життя | Правив від | Правив до | Характеристика правління |
| ---------------- | ---- | ---------- | ---------- | --------- | --- |
| Чех, Лех і Рус   |      |            |            |           | Згідно з легендою Рус — міфологічний прабатько русів, брат Чеха і Леха (Ляха). За легендою три брати започаткували основні слов'янські народи та, відповідно, три давні слов'янські країни: Русь, Чехію та Польщу.                                            |
| Кий, Щек і Хорив |      | V-VI ст.   | V ст.      | VI ст.    | Згідно з традиціями та легендою про заснування Києва заведено вважати, що Київ завдячує своєю появою трьом братам із племені полян. Назва Києва походить від імені Кия — найстаршого з трьох братів, яких вважають засновниками головного міста України-Руси. |
| Олег             |      | VIII ст.   | VIII ст.   | VIII ст.  | Гіпотетичний князь або воєвода ранньої Русі, який разом з очолюваними ним русами здійснив бойовий похід в Чорне море. |
| Бравлин          |      | VIII ст.   | VIII ст.   | VIII ст.  | Легендарний руський князь, який зі своєю дружиною здійснив похід у Крим, захопив Корсунь, Сурож, Корчев. |
| Регнальд Високий |      | ?-775      | 770        | 775       | Легендарний вождь русів зі скандинавського роду Інґлінґів, який правив у Кенугарді. Згадується переважно у зв'язку зі знаменитою битвою при Броваллі, як союзник конунга Сіґурда Перстня.                                                                     |

### Дохристиянські Великі князі Київські
| Правитель             | Герб | Роки життя | Правив від | Правив до | Характеристика правління |
| --------------------- | ---- | ---------- | ---------- | --------- | --- |
| Святий Аскольд і Дір  |      | ?-882      | 860        | 882       | Напівлегендарний київський князь з династії Києвичів. Засновник Київського князівства в Наддніпрянщині. Ян Длугош та Михайло Грушевський називають його нащадком Кия, наступником Бравлина, а Візантійський імператор Василій I Македонянин використовує термін каган — титул, що дорівнює імператорському. По одній із версій правив разом із Діром, про якого Аль-Масуді пише, що він був «перший між слов'янськими королями». Аскольд є Святий в Православній церкві України та в Українській лютеранській церкві. |
| Олег Віщий            |      | ?-912      | 882        | 912       | Регент, опікун князя Ігоря. Вся політика Олега була орієнтована на захист економічних інтересів. Вершиною його політики вважають похід на Константинополь і угоду з Візантійською імперією 911 року. |
| Ігор I Старий         |      | 878-945    | 912        | 945       | Основоположник київської династії князів, що їх пізніше назвали Рюриковичами. |
| Свята Княгиня Ольга   |      | 910-969    | 945        | 964       | Регент, хрестилась у візантійського імператора Костянтина VII Багрянородного, але їй не вдалось принести християнство в Київ. Християнська Свята. Свята у Римо-католицькій, Українській греко-католицькій, Православній церкві України, лютеранській церквах України. |
| Святослав I Хоробрий  |      | 935-972    | 964        | 972       | Проводив активну зовнішню політику, значно розширивши територію держави, об'єднавши всі руські князівства під владою Києва. |
| Ярополк I Святославич |      | 955-978    | 972        | 978       | Онук і вихованець княгині Ольги. Після смерті батька вів міжусобну війну з братами — деревлянським князем Олегом і новгородським князем Володимиром. Загинув під час переговорів у Родені на Росі від рук варягів Володимира. |

### Християнські правителі Київської Русі
Християнство Володимир Великий офіційно прийняв у 988 році.
| Правитель                                   | Герб | Роки життя | Правив від | Правив до | Характеристика правління |
| ------------------------------------------- | ---- | ---------- | ---------- | --------- | --- |
| Святий рівноапостольний Володимир I Великий |      | 960-1015   | 979        | 1015      | Захопив київський престол після міжусобної боротьби з братом (977-979). 988 року прийняв хрещення під іменем Василь, розпочав христянізацію Київської Русі, встановивши Київську митрополію Константинопольського патріархату. Приєднав до своєї держави землі в'ятичів, ятвягів, радимичів, білих хорватів. Християнський Святий. Святий у Римо-католицькій, Українській греко-католицькій, Православній церкві України, лютеранській церквах України. |
| Святополк I Окаянний                        |      | 980-1019   | 1015       | 1019      | У результаті усобиці Володимировичів переміг Ярослав. Святополк був відстороний від влади та згодом помер від ран. |
| Святий Ярослав I Мудрий                     |      | 983-1054   | 1019       | 1054      | Видатний державний діяч і полководець. У період його князювання спостерігалося піднесення Давньоруської держави. Було розширено територію Київської Русі, укріплено кордони, встановлено контакти з багатьма європейськими країнами. Князь приділяв велике значення внутрішньому устрою держави: поширював християнство, засновував монастирі, будував храми та собори, розбудовував столицю, створив школу і бібліотеку при Софійському соборі. Святий в Православній церкві України та в Українській лютеранській церкві. |
| Ізяслав I Ярославич                         |      | 1024-1078  | 1054       | 1068      | Після смерті 1054 року Ярослава Мудрого Ізяслав посів київський престол, проте не зумів утримати в своїх руках спадщину батька і мусив розділити її з братами. Мав проблеми з киянами і печерськими монахами. |
| Всеслав Чародій                             |      | 1029-1101  | 1068       | 1069      | Князь полоцький, єдиний представник полоцької гілки Рюриковичів на київському великокнязівському престолі. |
| Ізяслав I Ярославич                         |      | 1024-1078  | 1069       | 1073      | Після поразки від половців у битві на Альті 1068 року і відмови князя видати киянам зброю у Києві спалахнуло повстання проти Ізяслава, і йому довелося втекти з міста. Наступного року Ізяслав повернувся з польськими військами й придушив повстання. Брати знову вигнали Ізяслава з Києва 1073 року, і він звернувся до Королівства Польського, куди прибув з «достатком великим». Польський король Болеслав II Сміливий, однак, не тільки не надав родичеві допомоги, але й відібрав більшість багатств, маючи намір скористатися ними у війні з чехами, і вигнав Ізяслава з країни, а з його суперниками, Святославом та Всеволодом, уклав союз. |
| Святослав II Ярославич                      |      | 1027-1076  | 1073       | 1076      | Четвертий син Ярослава Мудрого. Засновник чернігівської князівської династії. Фундатор будівництва Печерської церкви в Києві. |
| Всеволод I Ярославич                        |      | 1030-1093  | 1076       | 1077      | Після смерті Святослава II недовго правив Києвом, але повернув його Ізяславу I, за що отримав Чернігів. |
| Ізяслав I Ярославич                         |      | 1024-1078  | 1077       | 1078      | Влітку 1077 за допомогою польських військ повернув собі Київ, але загинув у битві на Нежатиній Ниві під Черніговом, де спільні війська Ярославовичів розбили бунтівних племінників. |
| Всеволод I Ярославич                        |      | 1030-1093  | 1078       | 1093      | Фундатор будівництва Михайлівського собору Видубицького монастиря, Янчиного монастиря, монастирської церкви Андрія. |
| Святополк II Ізяславич                      |      | 1050-1113  | 1093       | 1113      | У 1093 році двічі зазнав поразки від хана Боняка. 1095 року разом із Володимиром Мономахом завдав поразки половцям, а в наступному році вів війну з чернігівським князем Олегом Святославичем, який відмовився приїхати до Києва на з'їзд князів. Святополк був учасником Витичівського з'їзду 1100, Золотчанського з'їзду 1101 і Долобського з'їзду 1103. Разом із Володимиром Мономахом Святополк удвох із сином своїм Ярославом брав участь у переможних боях з половцями (1110 і 1111), у яких здобуто половецькі міста Шарукань і Сугрів. |
| Володимир II Мономах                        |      | 1053-1125  | 1113       | 1125      | Видав закон, за яким зменшив рези (відсотки) за позички і тимчасово трохи полегшив становище закупів, скасував холопство за борги. Ініціатор Любецького з'їзду 1097 року, де була проведена радикальна реформа порядку спадкоємства (прийнято засаду прямого родового успадкування замість складної системи сеньйорату та зміни уділів) та Витечівського з'їзду 1100 року. Відновив великокнязівську владу на більшій частині давньоруських земель і тимчасово затримав процес остаточного роздроблення Давньоруської держави. |
| Святий Мстислав I Великий                   |      | 1076-1132  | 1125       | 1132      | Останній князь, що утримував єдність Київської держави. Засновник кам'яної церкви св. Федора в Києві (1129). Святий у Православній церкві України. |

### Князі удільного періоду
З 1132 року Київські князі втрачають владу над усіма землями Русі, проте Київський стіл все одно залишається старшим, і за нього точиться столітня боротьба між різними родами Рюриковичів.
| Правитель                       | Герб | Роки життя     | Правив від | Правив до | Характеристика правління |
| ------------------------------- | ---- | -------------- | ---------- | --------- | --- |
| Ярополк II Володимирович        |      | 1082-1139      | 1132       | 1139      | Дбав про єдність Київської держави і вів боротьбу з чернігівськими князями — Ольговичами, які намагалися з допомогою половців захопити київський престол. |
| В'ячеслав Володимирович         |      | 1083-1154      | 1139       | 1139      | Після смерті 1139 року Ярополка Володимировича, як старший син Володимира Мономаха став Великим князем. Його прогнав із Києва Всеволод Ольгович. Пізніше В'ячеслав правив вже зі своїм племінником Ізяславом. |
| Всеволод II Ольгович            |      | 1094-1146      | 1139       | 1146      | На початку київого княжіння довелося відстоювати престол як від Мономаховичів, серед яких особливо активним був Ізяслав Мстиславич, так і від рідні — Ольговичів, що вимагали від нього володінь. |
| Святий Ігор II Ольгович         |      | ?-1147         | 1146       | 1146      | Володів уділами з центрами у Юр'єві, Городці-Остерському та Рогачеві. 1146 року був змушений прийняти чернецтво у Київському Федорівському монастирі. 1147 року убитий киянами в помсту ненависному роду Ольговичів. У Православній церкві вшановується святим в лику благовірного. |
| Ізяслав II Мстиславич           |      | 1097-1154      | 1146       | 1149      | У 1147 році вивів давньоукраїнську церкву з прямого підпорядкування Константинополю. |
| Юрій Довгорукий                 |      | 1090-1157      | 1149       | 1151      | 1149 року, користуючись з міжусобиць між князями, пішов у похід на південь і разом з половцями, біля Переяслава на Дніпрі, розбивши війська київського князя Ізяслава II, оволодів Києвом. 1150 року мусив його покинути. |
| Ізяслав II Мстиславич           |      | 1097-1154      | 1151       | 1154      | Знову став Великим князем київським, і правив до смерті. |
| Ростислав I Мстиславич          |      | 1108-1167      | 1154       | 1154      | У 1149-1150 роках підтримував брата Ізяслава II у його боротьбі з Юрієм Довгоруким за київський престол. У період його князювання відбувся остаточний розпад Київської держави на ряд окремих князівств і утворено окреме єпископство у Смоленську. Вів оборонні війни проти половців, в боротьбі з якими використовував чорних клобуків, торків та інші тюркські племена. |
| Ізяслав III Давидович           |      | ?-1161         | 1154       | 1155      | Вів постійну боротьбу за київський престол. |
| Юрій Довгорукий                 |      | 1090-1157      | 1155       | 1157      | Щоб закріпитись на півдні, роздавав своїм синам удільні князівства. Не був улюбленим серед киян; під час пиру у київського боярина Петрила був отруєний. Після смерті Юрія повсталі кияни ліквідували встановлену ним владу. |
| Ізяслав III Давидович           |      | ?-1161         | 1157       | 1158      | Вів постійну боротьбу за київський престол. |
| Ростислав I Мстиславич          |      | 1108-1167      | 1159       | 1167      | Витримав кількамісячну облогу Ізяславом Давидовичом у Білгороді. Після загибелі Ізяслава від рук торків під Києвом остаточно утвердився у на князівському престолі і правив до смерті. |
| Мстислав II Ізяславич           |      | 1125-1170      | 1167       | 1170      | Заручившись підтримкою інших князів, киян та чорних клобуків зумів утвердитись у Києві після смерті Ростислава Мстиславича, хоча й не був старшим князем у роді.1168 року спільно з іншими князями розгромив половецькі кочовища над Ореллю і Снопородом. У березні 1169 року утік з Київ при наближені військ посланих князем Андрієм Боголюбським. |
| Гліб Юрійович                   |      | ?-1171         | 1170       | 1171      | Поставлений княжити у Києві сином Андрія Боголюбського Мстиславом. Імовірно, був отруєний киянами, як і його батько. |
| Володимир III Мстиславич        |      | 1130-1171      | 1171       | 1171      | 1171 року, після смерті Гліба Юрійовича, був покликаний на Велике князювання до Києва. Андрій Боголюбський зажадав від Володимира покинути Київ. Володимир помер після менш ніж трьох місяців княжіння, не дочекавшись насильницького вигнання з Великого столу. |
| Михайло I Юрійович              |      | 1145-1176      | 1171       | 1171      | Був єдиним Юрійовичем, який у боротьбі за Київ 1169 року підтримав Мстислава II проти суздальського князя Андрія Боголюбського. Коли Андрій вторгся до Південної Русі, він розірвав зв'язок з Мстиславом та присягнув на вірність своєму братові. За це отримав від Андрія Боголюбського назад Торчеськ. |
| Роман I Ростиславович           |      | ?-1180         | 1171       | 1173      | Андрій Боголюбський 1171 року посадив Романа на Київське князівство, але через два роки, розгніваний відмовою Романа видати київських бояр, заподозренних у вбивстві князя Гліба Юрійовича, змусив його перейти з Києва до Смоленська. |
| Всеволод III Велике Гніздо      |      | 1154-1212      | 1173       | 1173      | У 1173 році за розпорядженням старшого брата — Михайла Юрійовича разом з Ярополком Ростиславовичем сів у Києві і незабаром був полонений смоленскими Ростиславичами. Викуплений з полону Михайлом. |
| Рюрик Ростиславич               |      | ?-1214         | 1173       | 1173      | Таємно в'їхав в Київ з братами, захопив в полон Всеволода Юрійовича, і сам став великим князем. Втік з міста у Білгородку при наблеженні дружини Андрія Юрійовича |
| Ярослав II Ізяславич            |      | 1132-1180      | 1173       | 1174      | У 1173-1174 роках при допомозі Ростиславичів короткотривало сидів на великокняжому престолі у Києві, але наклав велику контрибуцію на населення, за що був вигнаний звідти. За його правління було засноване Луцьке єпископство. |
| Роман I Ростиславич             |      | ?-1180         | 1174       | 1176      | Після смерті Андрія Боголюбского Роман знову сів у Києві, але 1177 року Святослав Всеволодович знову змусив його відступити до Смоленська. |
| Святослав III Всеволодович      |      | 1116-1180      | 1176       | 1194      | Вдалося загальмувати розпад Київської держави і добитись стабілізації під кінець XII століття. Князював до смерті у 1194 р. в співправительстві з Рюриком Ростиславичем. |
| Рюрик Ростиславич               |      | ?-1214         | 1194       | 1201      | Зайняв Київ по смерті Святослава Всеволодовича, був вибитий військом, зібраним Романом Мстиславичем |
| Інгвар Ярославич                |      | ?-1220         | 1201       | 1202      | У 1201-1204 роках точились боротьба галицько-волинських князів за Київський престол. За підтримки князя Романа Великого, Інгвар став Великим князем Київським втримував престол з невеликими перервами). Таким чином Київ був під зверхністю галицького князя аж до смерті князя Романа 1205 року. |
| Рюрик Ростиславич               |      | ?-1214         | 1203       | 1204      | Захопив і жорстоко розграбував Київ у 1203 р. Згодом насильно пострижений у ченці разом з дружиною Анною і донькою Предславою. 1205 року, після загибелі Романа Великого, покинув монастир і повернувся до політичної діяльності. |
| Роман II Великий                |      | 1152-1205      | 1204       | 1204      | Засновник Галицько-Волинського князівства і патріарх тамтешнього правлячого роду. Вважався сучасниками наймогутнішим з усіх руських князів кінця XII — початку XIII століття. |
| Ростислав II Рюрикович          |      | 1172-1218      | 1204       | 1205      | 1204 року посаджений на київський стіл галицько-волинським князем Романом Великим замість Ростиславового батька Рюрика, постриженого в чернецтво. Після смерті Романа в 1205 році усунений з престолу батьком, що вийшов із монастиря. |
| Рюрик Ростиславич               |      | ?-1214         | 1205       | 1206      | У 1205 році, після загибелі Романа Великого, покинув монастир і повернувся до політичної діяльності. Втік у Овруч при підході військ Всеволода Чермного |
| Всеволод IV Чермний             |      | ?-1215         | 1206       | 1207      | У серпні 1206 року за сприяння Володимира Ігоровича забрав Київ у Рюрика Ростиславича. Тієї самої осені Рюрик за підтримки своєї рідні вигнав звідти Всеволода Святославича. Тоді Ольговичі (до клану яких належав Всеволод Святославич) зібрали велике військо. Не чекаючи на його прихід, Рюрик вернувся до свого домену Овруча. |
| Рюрик Ростиславич               |      | ?-1214         | 1207       | 1210      | У 1207 році раптово зібрав армію та вибив Всеволода Чермного з Києва. |
| Всеволод IV Чермний             |      | ?-1215         | 1210       | 1212      | Вокняжився у Києві, вигнавши Рюрика. Після його смерті хотів позбавити смоленських князів їхніх уділів у Київській землі, але його вигнав Мстислав Удатний |
| Інгвар Ярославич                |      | ?-1220         | 1212       | 1212      | 1212 року, спільно з Мстиславом Старим, ходив на Київ проти Всеволода Чермного і здобув його, ставши знову на великокняжий престол. Проте, після битви під Білгородом (неподалік Києва), коли князі остаточно вибороли Київ, добровільно віддав столицю Мстиславу, а сам пішов княжити до Луцька. |
| Мстислав III Старий             |      | 1156-1223      | 1212       | 1223      | Був одним з організаторів наради руських князів у Києві перед першим походом проти монголів на допомогу половцям. Він очолив у поході київську групу військ. Після поразки русько-половецьких сил на річці Калка Мстислав тривалий час опирався монголам у таборі. Він склав зброю в обмін на обіцянку противника помилувати його воякам життя, але був обманутий. Київського князя було страчено разом із його родичами та боярами. |
| Володимир IV Рюрикович          |      | 1187-1239      | 1223       | 1234      | 1223 року очолював смоленський полк у битві з монголами на Калці. Після загибелі в тій битві Мстислава Старого Володимир став Київським князем. Був слабким і непослідовним політиком, за нього Київ дещо занепав. |
| Ізяслав IV Мстиславич           |      | ?-1239         | 1235       | 1236      | У 1233 році разом з Данилом Романовичем вирушив воювати проти угорців, але на самому початку походу відступився від союзника і, замість того, щоб допомагати Данилу, спустошив його ж волость. 1235 року Володимир і Данило виступили проти Ізяслава і половців, але у Торчеська були розбиті. Данило втік, а Володимир потрапив у полон. Ізяслав сів у Києві, а союзник його — Михайло Всеволодович — в Галичі. |
| Ярослав III Всеволодович        |      | 1191-1246      | 1236       | 1238      | У роки навали хана Батия на суздальську землю (1237–1238) Ярослав Всеволодович, його син Олександр і молодші брати Ярослава опору не чинили, тому не були знищені татаро-монголами. 1243 року їздив до Батия, який його затвердив Великим князем усієї Руси, включно з Києвом. Проте Михайло Всеволодович, що княжив тоді у Києві, відмовився виконувати накази монголо-татар. |
| Святий Михайло II Чернігівський |      | 1179-1246      | 1238       | 1239      | У 30-х роках XIII століття вів боротьбу з Данилом Галицьким, Володимиром Рюриковичем і Ярославом Всеволодовичем за Галич і Київ. 1235 року, при підтримці угорського короля Бели IV захопив Галич, а в березні 1238 року на короткий час зайняв київський престол (у Галичині залишив свого сина Ростислава). В 1239 (за іншими даними, в 1238) році під час монгольської навали виїхав до Угорського королівства, згодом — до Королівства Польського, де намагався отримати допомогу (зокрема від Римського Папи Інокентія IV) в боротьбі з ординцями. В цей період володіння були захоплені і поділені між князями. |
| Ростислав III Мстиславич        |      | 1189-1240      | 1239       | 1239      | Під час монгольського походу на Чернігівське князівство після появи монголів на лівому березі Дніпра навпроти Києва ранньою весною 1240 Михайло Всеволодович Київський поїхав до Угорського королівства, після чого Ростислав приїхав в Київ із Смоленська, але був вигнаний Данилом Галицьким, який посадив в Києві свого намісника Дмитра. |
| Данило Романович                |      | 1201-1264      | 1239       | 1241      | Належав до старшої на Русі гілки роду Мономаховичів, династії Романовичів, мав титул Короля Русі від Папи Римського. 1239 року зайняв Київ, де не було князя, посадив там свого намісника — воєводу Дмитра. |
| Святий Михайло II Чернігівський |      | 1179-1246      | 1241       | 1243      | В 1241 році повернувся до зруйнованого Києва та Чернігова. Як тодішній володар Києва, після зруйнування столиці татарами 1240 року, зайнявся обсадою спустошеної Київської Митрополії. 1246 року виїхав за наказом Батия в Орду, де мав одержати ярлик на Чернігівське князівство, де за наказом хана був страчений. |
| Ярослав III Всеволодович        |      | 1191-1246      | 1243       | 1246      | вдруге |
| Святий Олександр Невський       |      | 1228/1232-1263 | 1249       | 1263      | Титулярний Великий князь Київський, ніколи не був у місті. Князь новгородський (1236—1240, 1241—1252, 1257—1259), псковський (1242), великий князь владимирський (1252—1263). |
| Ярослав IV Ярославич            |      | 1230-1271      | 1263       | 1271      | Титулярний князь Київський. Князь тверський (1247—1271), новгородський (1255—1256; 1266—1267), великий князь владимирський (1263—1271). |
| Лев Данилович                   |      | 1228 -1301     | 1271       | 1301      | Можливо певний час контролював Київ. Князь перемиський, галицький, белзький. В західних джерелах титулується як Король Русі. |

### Київські князі XIV—XV століття

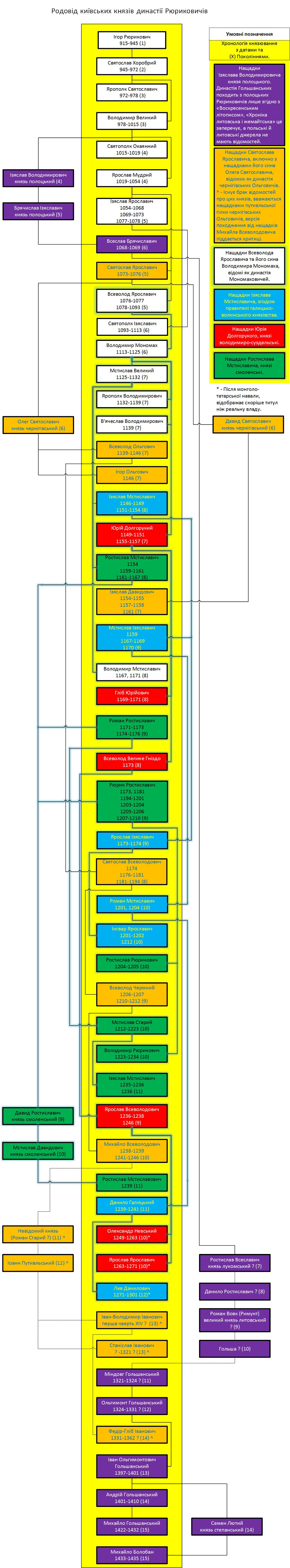
Родовід київських князів династії Рюриковичів

| Правитель                | Герб | Роки життя             | Правив від           | Правив до            | Характеристика правління |
| ------------------------ | ---- | ---------------------- | -------------------- | -------------------- | --- |
| Володимир-Іван Іванович  |      | ?-?                    | 1301                 | Перша чверть XIV ст. | Васал Золотої Орди, історичність під сумнівом. |
| Станіслав Іванович       |      | 1278-1339              | Перша чверть XIV ст. | 1321                 | Успадкував київський престол після князя Володимира-Івана Івановича. 1321 року Великий князь Литовський Гедимін переміг військо київського князя Станислава, що складалось з руських та татарських загонів «за шість миль від Києва над рікою Пірною чи Ірпінню». В цій битві загинули князь Лев Юрійович та князь Олег Переяславський. Станислав втік до князя Рязанського, одружився з його донькою Ольгою, а згодом став князем Рязанським. |
| Міндовг Гольшанський     |      | ?-?                    | 1321                 | 1324                 | Легендарний литовський князь, відомий лише з пізніших літописів. |
| Ольгимонт Гольшанський   |      | ?-після 1331           | 1324                 | 1331                 | Легендарний литовський князь, відомий лише з пізніших літописів, протопласт роду Гольшанських. |
| Федір Іванович           |      | ?-після 1362           | 1331                 | 1362                 | Васал Золотої Орди, звістки про цього князя досить фрагментарні. |
| Володимир Ольгердович    |      | 1331-після жовтня 1398 | 1362                 | 1394                 | Перший київський князь із династії Гедиміновичів. Як володар Київського князівства провадив самостійну політику, карбував власну монету. |
| Скиргайло Ольгердович    |      | 1354-1397              | 1395                 | 1397                 | Воював з Тевтонським орденом і повернув зайняті ним Троки. 1387 року проти Скиргайла було повстання литовської шляхти та князів. Помер у Києві, ймовірно, отруєний у Вишгороді. |
| Іван Гольшанський        |      | ?-1401                 | 1397                 | 1401                 | Був свідком угоди між Кейстутом, Ягайлом та хрестоносцями. 1381 року підтримував Кейстута під час його конфлікту з Ягайлом. 1401 року підписався на грамотах про підтвердження польсько-литовської Віленсько-Радомської унії. |
| Андрій Гольшанський      |      | ?-1439                 | 1411                 | 1418                 | |
| Михайло Гольшанський     |      | ?-1433/1448            | 1422                 | 1432                 | Спільно зі своїм братом Семеном був активним учасником боротьби між Сигізмундом Кейстутовичем та Свидригайлом Ольгердовичем за литовський великокнязівський престол. |
| Михайло Друцький-Болобан |      | ?-1435                 | 1433                 | 1435                 | У 1430 році був гарантом договору між Свидригайлом та Ягайлом щодо Західного Поділля. Під час Луцької війни захищав Кременець від поляків. Був активним учасником боротьби між Сигізмундом Кейстутовичем та Свидригайлом Ольгердовичем за Литовський великокнязівський престол. Був прихильником князя Свидригайла. |
| Свидригайло Ольгердович  |      | 1370-1452              | 1432                 | 1440                 | Продовжив політику великого князя Вітовта щодо незалежності і суверенності Великого князівства Литовського від Польського королівства, опираючись на Тевтонський та Лівонський орден, Золоту Орду, Молдавію і Тверське князівство. |
| Олелько Володимирович    |      | ?-1454/1455            | 1440                 | 1454/1455            | Був одним із підписантів Мельнського миру, який закінчив так звану Голубську війну. Брав участь у поході Вітовта на Новгород. |
| Семен Олелькович         |      | 1420-1470              | 1454                 | 1470                 | Провадив самостійну політику щодо Кримського ханату, Молдавського князівства і Великого князівства Московського. Активно втручався у справи Золотої Орди. |

## Руйнування Києва
- 1169 — Андрій Боголюбський 2 дні жорстоко руйнує та грабує Київ.
- 1203 — Рюрик Ростиславич, відбивши Київ у Романа Мстиславича, знову жорстоко його грабує.
- 1204 — Руйнування Константинополя хрестоносцями, занепад торговельного шляху із варягів у греки, центр світової торгівлі переміщується до Венеційської республіки, Київ втрачає своє стратегічне значення.[1]
- 1240 — хан Батий руйнує та грабує Київ.